# Tomasz Żymła
Tomasz Żymła (ur. 1986 w Prudniku) – polski klarnecista.

## Życiorys
Uczęszczał do Państwowej Szkoły Muzycznej I st. im. Karola Szymanowskiego w Prudniku. W 2010 ukończył z wyróżnieniem Akademię Muzyczną im. Karola Szymanowskiego w Katowicach, gdzie otrzymał tytuł magistra. W latach 2010–2013 uczęszczał również do Koninklijk Conservatorium w Hadze gdzie uzyskał tytuł Master w klasie klarnetu basowego, uczestniczył także w rocznym stażu orkiestrowym w Residentie Orkest. Współpracował między innymi z takimi zespołami muzycznymi jak: Asko/Schönberg z Holandii, Brussels Philharmonic z Belgii, Liverpool Philharmonic Orchestra i Narodowa Orkiestra Symfoniczna Polskiego Radia w Katowicach, Residentie Orkest w Hadze, Nederlands Symfonieorkest w Enschede, Sinfonietta Cracovia, Orkiestra Muyzki Nowej, Orkiestra Kameralna Miasta Tychy AUKSO. Współpracował również z Teatrem Muzycznym „Capitol” we Wrocławiu. 
Od 2008 roku prowadzi działalność jako solista, kameralista i muzyk orkiestrowy. 
W 2020 roku obronił rozprawę doktorską.
Od 2010 roku jest zatrudniony jako wykładowca (obecnie na stanowisku adiunkta) w Akademii Muzycznej w Katowicach, gdzie prowadzi klasę klarnetu oraz klarnetu basowego. Od 2018 roku jest klarnecistą i klarnecistą basowym Narodowej Orkiestry Symfonicznej Polskiego Radia w Katowicach.
Należy do zespołów Dance of Fire Quartet oraz Hexatonic. Regularnie współpracuje z muzykami sceny rozrywkowej i jazzowej (Nikola Kołodziejczyk, Monika Borzym, Natalia Kukulska).

## Wybrane nagrody i osiągnięcia[4]
- I miejsce w kat. kameralnej z kwartetem klarnetowym na V Festiwalu Klarnetowym w Piotrkowie Trybunalskim (2003)
- I miejsce oraz Nagroda Specjalna Marszałka Województwa Zachodniopomorskiego na IV Zachodniopomorskim Festiwalu Klarnetowym w Szczecinie (2010)
- laureat III nagrody w kat. solowej[a] podczas Concorso Internazionale per Clarinetto Citta di Carlino, Włochy (2014)
- laureat II nagrody w kat. College Students and Professionals podczas American Protégé International Woodwinds and Brass Competition w Nowym Jorku (2015)
- finalista wraz z zespołem Dance of Fire Quartet podczas Internationaal Joods Muziek Festival Amsterdam (2017)